# دی دبلیو موفت
دی دبلیو موفت (انگلیسی: D. W. Moffett؛ زادهٔ ۲۶ اکتبر ۱۹۵۴) یک هنرپیشه اهل ایالات متحده آمریکا است.
از فیلم‌ها یا برنامه‌های تلویزیونی که وی در آن نقش داشته‌است می‌توان به قاچاق، پیچ خورده، ارتفاعات آرام، مولی، پرستار و زیبایی ربوده‌شده اشاره کرد.